# Civray-sur-Esves
Civray-sur-Esves – miejscowość i gmina we Francji, w Regionie Centralnym, w departamencie Indre i Loara.
Według danych na rok 1990 gminę zamieszkiwało 189 osób, a gęstość zaludnienia wynosiła 14 osób/km² (wśród 1842 gmin Regionu Centralnego Civray-sur-Esves plasuje się na 950. miejscu pod względem liczby ludności, natomiast pod względem powierzchni na miejscu 963.).